# Prorocorypha snowi
Prorocorypha snowi är en insektsart som beskrevs av Rehn, J.A.G. 1911. Prorocorypha snowi ingår i släktet Prorocorypha och familjen gräshoppor. Inga underarter finns listade i Catalogue of Life.